# 성유리
성유리(成宥利, 1981년 3월 3일~)는 대한민국의 배우, 가수이다.

## 학력
- 서울고명초등학교
- 명일여자중학교
- 광남고등학교
- 경희대학교 연극영화과

## 생애

### 어린 시절
성유리는 1981년 3월 3일, 독일 바덴뷔르템베르크 튀빙겐에서 유학 중이었던 아버지 성종현과 유학생 간호사였던 어머니 서복임 사이에서 1남 1녀 중 막내로 태어났다. 4살 때 독일에서 가족들과 귀국하여 서울특별시 강동구에서 성장했다. 서울고명초등학교, 명일중학교, 광남고등학교를 거쳐 경희대학교 연극영화학과를 졸업했다.

### 핑클
성유리는 광남고등학교 재학시절 교내 사생대회에서 연예기획사 대성기획(현 DSP 미디어)의 사장에게 캐스팅되어 1998년 5월 여성 아이돌 그룹 핑클의 멤버로 연예계에 데뷔했다. 핑클은 4장의 정규 앨범, 2장의 스폐셜 음반을 발매하며 인기 아이돌 그룹으로 성장했다. 핑클은 해체하지 않은 채 2002년부터 개인 활동을 시작하면서 성유리는 배우로서 활동했고, 싱글 앨범을 발표하며 가수 활동도 병행했다. 2008년에는 이효리의 첫 단독 콘서트 《이효리 1st Concert - 천하무적이효리》에서 함께 무대에 올랐다.

### 배우
2002년 SBS 드라마 《나쁜 여자들》에서 한열매 역할로 발탁되었다. 2002년 《막상막하》에서 군인 역할을 맡았다. 2003년 SBS 드라마 《천년지애》 여주인공으로 발탁되었고, 《황태자의 첫사랑》에서도 주연배우로 출연했다. 2006년 MBC 수목 미니시리즈 《어느멋진날》, KBS 월화 미니시리즈 《눈의 여왕》에 여주인공으로 발탁되었다. 2008년 KBS 《쾌도 홍길동》 허이녹 역을 맡았다. 2011년 KBS 수목 미니시리즈 《로맨스타운》, 2012년 《신들의 만찬》, 2013년 《출생의 비밀》, 2016년 MBC 월화드라마 《몬스터》 등 드라마에 출연하였으며 2006년 어느 멋진날 미니시리즈 부문 연기상을 수상하였으며,눈의 여왕 2008년 쾌도 홍길동 베스트 커플상과 2006년 눈의 여왕 인기상을 수상하였으며, 2012년 <신들의 만찬> MBC 특별 기획 드라마 부문 최우수상을 수상하였고 2013년 SBS <출생의 비밀> 미니리시즈 부문 우수상을 수상하였다.

《토끼와 리저드》, 《누나》 등 저예산 독립영화에 노개런티로 참여했다.

### MC
2011년 SBS 《힐링캠프》에서 이경규, 김제동과 함께 할 새로운 MC로 발탁되었다. 2013년 SBS 연예대상에서 성유리는 우수상을 수상하였고 2014년도에도 SBS 연예대상에 배성재 아나운서, 이경규와 함께 MC석 시상자로 참여하여 프로듀서상 TV부문을 2년 연속 걸쳐 수상하였다.

## 가족
성유리의 아버지 성종현(成鍾鉉)은 1947년 전라남도 나주 출생이며, 장로회신학대학교 신학과 교수를 지낸 장로교(통합) 신학자이다.
오빠인 성세인은 1997년 수능 상위 0.1% 성적으로 성균관대학교 의대에 입학했고, 삼성서울병원 교수로 재직 중이다.
성유리는 동갑의 프로골퍼 안성현과 4년간의 열애 끝에 2017년 5월 15일 결혼했다.
2021년 쌍둥이 임신사실을 전했다. 1월 7일 쌍둥이 딸을 출산했다.

## 음반

### 싱글
| # | 정보                                                                      | 트랙 목록 |
| - | ------------------------------------------------------------------------- | --- |
| 1 | "한사람 (론치 마이 라이프 삽입곡)" 배급: CJ E&M MUSIC 발매: 2011. 11. 20. | 1. "Forever" - 작사: 미상 / 작곡: 원은호 / 편곡: 고진수 2. "한사람" - 작사: 성유리, 원은호, 민연재 / 작곡: 원은호 / 편곡: 고진수, 원은호 3. "한사람 (Inst.)" - 작곡: 원은호 / 편곡: 고진수, 원은호 |

- 성유리 "한사람" 공식 뮤직비디오

### 참여
| # | 정보                                                | 트랙 목록 |
| - | --------------------------------------------------- | --- |
| 1 | "연인선언" / 팀 배급: Sony Music 발매: 2010. 8. 19. | 1. "연인선언 (Feat. 성유리)" - 작사: 윤종신 / 작곡: 윤종신 / 편곡: 이준호 2. "연인선언 (Inst.)" - 작곡: 윤종신 / 편곡: 이준호 |

- 팀 "연인선언 (Feat. 성유리)" 공식 뮤직비디오

### ※ 저작물 목록
| 연도   | 곡명                  | 수록 음반 & 싱글 | 비고                                                               |
| ------ | --------------------- | ---------------- | ------------------------------------------------------------------ |
| 1999년 | "유리"                | 《White》        | 작사: 이진 / 작곡: 성유리 / 편곡: 성유리, 이종필                   |
| 2002년 | "Change"              | 《영원》         | 작사: 성유리 / 작곡: 황세준 / 편곡: 황세준                         |
| 2005년 | "I'm Crazy About You" | 《FINKL》        | 작사: 성유리 / 작곡: 방승철 / 편곡: 장성칠                         |
| 2011년 | "한사람"              | 《한사람》       | 작사: 성유리, 원은호, 민연재 / 작곡: 원은호 / 편곡: 고진수, 원은호 |

## 출연 작품

### 영화
- 관객수 출처는 영화관입장권통합전산망이다.

| 연도   | 제목                   | 역할      | 비고                              | 관객수   |
| ------ | ---------------------- | --------- | --------------------------------- | -------- |
| 2002년 | 긴급조치 19호          | 본인      | 단역                              |          |
| 2004년 | 내 남자의 로맨스       | TV MC     | 특별출연                          |          |
| 2009년 | 토끼와 리저드          | 메이      | 저예산 독립 영화, 노개런티로 출연 | 8,323명  |
| 2012년 | 차형사                 | 고영재    |                                   |          |
| 2013년 | 누나                   | 윤희      | 저예산 독립 영화, 노개런티로 출연 | 1,940명  |
| 2014년 | 제자, 옥한흠           | 내레이션  | 기독교 다큐멘터리 영화            |          |
| 2014년 | 초록이와 스토커 아저씨 | 수빈 엄마 | 신인감독 재능기부 단편영화        |          |
| 2015년 | 미안해 사랑해 고마워   | 한서정    | 옴니버스 영화                     | 51,207명 |

### 드라마
| 연도   | 방송사 | 제목                             | 배역                 | 비고             |
| ------ | ------ | -------------------------------- | -------------------- | ---------------- |
| 2002년 | SBS    | 나쁜 여자들                      | 한열매               | 16부작           |
| 2002년 | MBC    | 막상막하                         | 이강현               | 국군 홍보 드라마 |
| 2003년 | SBS    | 천년지애                         | 부여주               | 20부작           |
| 2003년 |        | 내방네방 김성준, 이유정을 만나다 | 이유정               | 인터넷 드라마    |
| 2004년 | MBC    | 황태자의 첫사랑                  | 김유빈               | 18부작           |
| 2006년 | MBC    | 어느 멋진 날                     | 서하늘               | 16부작           |
| 2006년 | KBS2   | 눈의 여왕                        | 김보라               | 16부작           |
| 2008년 | KBS2   | 쾌도 홍길동                      | 허이녹               | 24부작           |
| 2009년 | SBS    | 태양을 삼켜라                    | 이수현               | 25부작           |
| 2011년 | KBS2   | 로맨스 타운                      | 노순금               | 20부작           |
| 2012년 | MBC    | 신들의 만찬                      | 고준영 / 진짜 하인주 | 32부작           |
| 2013년 | SBS    | 출생의 비밀                      | 정이현               | 18부작           |
| 2016년 | MBC    | 몬스터                           | 오수연 / 차정은      | 50부작           |

### 진행
| 날짜                            | 방송사     | 프로그램                     | 공동진행                     |
| ------------------------------- | ---------- | ---------------------------- | ---------------------------- |
| 2002년 10월 23일~2004년 3월 3일 | MBC        | 섹션 TV 연예통신             | 김용만                       |
| 2002년 12월 30일                | MBC        | MBC 연기대상                 | 박수홍                       |
| 2003년 8월 15일                 | MBC        | 평화콘서트                   | 이상벽                       |
| 2003년 11월 9일                 | SBS        | 환경콘서트                   | 차태현                       |
| 2003년 11월 27일                | Mnet       | Mnet 아시안 뮤직 어워드      | 차태현                       |
| 2003년 12월 12일                | SBS        | 제14회 서울가요대상          | 유정현                       |
| 2003년 12월 30일                | MBC        | MBC 연기대상                 | 서경석                       |
| 2004년 12월 30일                | MBC        | MBC 연기대상                 | 유재석, 김제동               |
| 2004년 12월 2일                 | SBS        | 제19회 골든 디스크           | 유정현                       |
| 2004년 12월 29일                | SBS        | SBS 가요대전                 | 이문세                       |
| 2014년 12월 30일                | SBS        | SBS 연예대상                 | 이경규, 배성재               |
| 2018년 8월 27일~2019년 1월 21일 | SBS 플러스 | 당신에게 유리한 밤, 야간개장 |                              |
| 2022년 7월 11일~2023년 4월 3일  | KBS 2TV    | 이별도 리콜이 되나요?        | 그리, 손동운, 양세형, 장영란 |

### 방송 / 예능
| 날짜                                  | 방송사     | 프로그램                                        | 역할     | 출연자                         |
| ------------------------------------- | ---------- | ----------------------------------------------- | -------- | ------------------------------ |
| 2003년 7월 6일                        | KBS 2TV    | 슈퍼TV 일요일은 즐거워 - MC대격돌 위험한 초대   | 게스트   |                                |
| 2003년 9월 26~28일, 10월 2~5일        | MBC 표준FM | 별이 빛나는 밤에                                | 일일 DJ  | 이진                           |
| 2005년 1월 10일, 17일                 | SBS        | 야심만만 만명에게 물었습니다                    | 게스트   | 이효리, 옥주현, 이진           |
| 2008년 5월 5일                        | SBS        | 더 스타쇼                                       | 게스트   |                                |
| 2009년 10월 14일                      | MBC        | 황금어장 - 무릎팍도사                           | 게스트   |                                |
| 2010년 2월 28일                       | MBC        | 일밤 - 단비                                     | 게스트   | 이진                           |
| 2010년 3월 26일                       | MBC        | MBC 스페셜 - 칼라하리의 방랑자, 미어캣과 부시맨 | 내레이션 |                                |
| 2011년 5월 5일                        | KBS 2TV    | 해피투게더                                      | 게스트   | 정겨운, 김민준, 민효린, 손병호 |
| 2011년 9월 14~16일                    | SBS 러브FM | 달콤한밤, 양정아입니다!                         | 일일 DJ  | 이진                           |
| 2011년 10월 29일~11월 19일            | 온 스타일  | Launch My Life - 비뚤어진 성유리의 버킷리스트   | 본인     |                                |
| 2013년 8월 19일 ~ 2015년 7월 20일     | SBS        | 힐링캠프, 기쁘지 아니한가                       | 진행     | 이경규, 김제동                 |
| 2017년 4월 12일                       | JTBC       | 한끼줍쇼                                        | 게스트   |                                |
| 2017년 10월 14일~11월 11일, 12월 30일 | 채널A      | 개밥 주는 남자 시즌2                            | 내레이션 |                                |

### 뮤직비디오
| 연도   | 가수                | 곡명           | 공동출연 |
| ------ | ------------------- | -------------- | -------- |
| 2002년 | 2Shai               | Love Letter    |          |
| 2007년 | 윤건                | 설마           |          |
| 2010년 | 박재범, 용감한 형제 | 울고 싶단 말야 | 박재범   |
| 2011년 | 성유리              | 한 사람        | 박광현   |

## 광고
| 연도          | 기업명                 | 제품명 (종류)                 | 공동 출연              |
| ------------- | ---------------------- | ----------------------------- | ---------------------- |
| 2002년        | CJ제일제당             | 쁘띠첼                        |                        |
| 2003년        | 오리온                 | 오뜨                          | 재희                   |
| 2003년        | 해태제과식품           | 셀프ID (아이스크림)           |                        |
| 2003년~2004년 | 잠뱅이                 | 잠뱅이 (청바지)               | 김재원, 최정원         |
| 2004년        | 인디에프               | 꼼빠니아 (여성의류)           | 윤정희                 |
| 2005년        | 하이트진로             | 참이슬                        |                        |
| 2005년        | 제이에스티나           | 로만손 (시계)                 |                        |
| 2005년~2010년 | 스킨푸드               | 스킨푸드 (화장품)             |                        |
| 2006년        | 동광인터내셔날         | SOUP (여성의류)               |                        |
| 2006년        | 신한카드               | 신한카드                      | 조인성, 강혜정, 차태현 |
| 2007년        | 동아오츠카             | 블랙빈테라티                  |                        |
| 2008년        | 타미 코리아            | 타미 힐피거 데님              |                        |
| 2008년        | AJ                     | 연꽃씨차 우연                 |                        |
| 2008년~2009년 | 신원                   | VIKI (여성의류)               |                        |
| 2008년~2009년 | 에이든                 | 에이든 (캐주얼의류)           | 조인성                 |
| 2011년        | 겟유즈드코리아         | 머스트비 (여성의류)           |                        |
| 2011년~2012년 | LG생활건강             | 라끄베르 (화장품)             |                        |
| 2013년        | 금강제화               | 금강제화                      |                        |
| 2013년~2014년 | 세정그룹               | 앤섬 (여성의류)               |                        |
| 2014년        | 삼성화재               | 애니카 (자동차보험)           |                        |
| 2014년        | 동서식품               | 포스트 그래놀라 (시리얼)      | 정겨운                 |
| 2014년~2015년 | 시슬리코리아           | 시슬리 블랙로즈 (화장품)      |                        |
| 2015년~2016년 | 애경그룹               | 케라시스 (샴푸)               |                        |
| 2015년~2016년 | GS홈쇼핑               | So wool (홈쇼핑 PB의류)       |                        |
| 2015년~2016년 | 온스킨365(현대홈쇼핑)  | 시크릿엠 (홈쇼핑 판매 화장품) |                        |
| 2016년~       | 아모레퍼시픽           | 리리코스 (화장품)             |                        |
| 2018년~       | 사노피-아벤티스 코리아 | 부스코판                      |                        |
| 2018년~       | 패션그룹형지           | 샤트렌                        |                        |
| 2019년        | 롯데하이마트           |                               | 이진                   |

2020 CJ제일제당 리턴업
2021 매일유업 바이오, 라디메리

## 수상 경력
| 연도   | 날짜      | 시상식                            | 부문                                    | 작품             |
| ------ | --------- | --------------------------------- | --------------------------------------- | ---------------- |
| 2002년 | 12월 29일 | MBC 방송연예대상                  | 진행부문 신인상                         | 섹션 TV 연예통신 |
| 2002년 | 12월 31일 | SBS 연기대상                      | 뉴스타상                                | 나쁜 여자들      |
| 2003년 | 12월 31일 | SBS 연기대상                      | 특별기획부문 여자 연기상, 10대 스타상   | 천년지애         |
| 2004년 | 11월 15일 | 제2회 앙드레김 베스트 스타 어워드 | 여자 스타상                             |                  |
| 2006년 | 12월 30일 | MBC 연기대상                      | 미니시리즈부문 연기상                   | 어느 멋진 날     |
| 2006년 | 12월 31일 | KBS 연기대상                      | 여자 인기상 베스트 커플상 (with 현빈)   | 눈의 여왕        |
| 2007년 | 4월 30일  | 제3회 앙드레김 베스트 스타 어워드 | 여자 스타상                             |                  |
| 2007년 | 8월 21일  | Mnet 제1회 Mnet 20's Choice       | 쌩얼상                                  |                  |
| 2008년 | 4월 24일  | 제44회 백상예술대상               | TV부문 여자 인기상                      | 쾌도 홍길동      |
| 2008년 | 12월 31일 | KBS 연기대상                      | 여자 인기상 베스트 커플상 (with 강지환) | 쾌도 홍길동      |
| 2012년 | 12월 30일 | MBC 연기대상                      | 특별기획부문 여자 최우수연기상          | 신들의 만찬      |
| 2013년 | 12월 30일 | SBS 연예대상                      | MC부문 우수상                           | 힐링캠프         |
| 2013년 | 12월 31일 | SBS 연기대상                      | 미니시리즈부문 여자 우수연기상          | 출생의 비밀      |
| 2014년 | 12월 30일 | SBS 연예대상                      | TV부문 프로듀서상                       | 힐링캠프         |
| 2016년 | 2월 2일   | 2016 대한민국 SNS 산업대상        | 한국정보화진흥원장상                    |                  |
| 2017년 | 3월 3일   | 제51회 납세자의 날 기념식         | 모범 납세자 대통령 표창                 |                  |

## 홍보대사
| 연도   | 날짜      | 홍보대사명                  |
| ------ | --------- | --------------------------- |
| 2003년 | 11월      | 다일복지재단                |
| 2009년 | 9월 30일  | 한국장로교복지재단          |
| 2011년 | 8월 25일  | 제9회 서울기독교영화제      |
| 2012년 | 5월 31일  | 2012 제18회 서울국제도서전  |
| 2014년 | 8월 29일  | 제6회 서울 국제초단편영화제 |
| 2014년 | 11월 13일 | 2015 배리어프리영화         |
| 2017년 | 3월 3일   | 국세청                      |

## 경력
- 2018년 국제구호개발 NGO 월드비전 고액후원클럽 ‘비전아너스’ 회원 위촉

## 가족 관계
- 아버지: 성종현(1947년 11월 11일~)
- 어머니: 서복님(1952년~)
- 오빠: 성세인(1978년~)
- 배우자: 안성현(1981년~)
- 쌍둥이 딸: 안라엘, 안리엘(2022년 1월 7일~)

## 같이 보기
- 핑클
- S.E.S.
- 이효리
- 옥주현
- 이진
- 박예진
- 조여정
- 홍수현
- 유재석
- 손예진